# Хуан Карлос Облітас
Хуан Карлос Облітас (ісп. Juan Carlos Oblitas, нар. 16 лютого 1951, Моллендо) — перуанський футболіст, що грав на позиції  флангового півзахисника. По завершенні ігрової кар'єри — тренер.

## Клубна кар'єра
Народився 16 лютого 1951 року в місті Моллендо. Вихованець футбольної школи клубу «Універсітаріо де Депортес». Дорослу футбольну кар'єру розпочав 1969 року в основній команді того ж клубу, в якій провів шість сезонів. 1971 року досяг свого першого успіху, коли він виграв національний чемпіонат. У 1974 році він знову став з командою чемпіоном Перу.
1975 року відправився за кордон, перейшовши спочатку в іспанське «Ельче», де не став основним гравцем, зігравши лише одну гру у Прімері, після цього два роки був основним гравцем у мексиканському «Веракрусі».
1977 року повернувся на батьківщину, ставши гравцем клубу «Спортінг Крістал», з яким ще двічі вигравав національний чемпіонат. Своєю грою за цю команду привернув увагу представників тренерського штабу бельгійського «Серезьєна», до складу якого приєднався 1980 року. Відіграв за команду із Серена наступні чотири сезони своєї ігрової кар'єри. У сезоні 1981/82 виграв з командою другий бельгійський дивізіон і наступні два сезони провів у бельгійській еліті, зігравши у 56 матчах (6 голів).
Завершував професійну ігрову кар'єру у рідному клубі «Універсітаріо де Депортес», у складі якого 1985 року вшосте у своїй кар'єрі став чемпіоном Перу, після чого завершив кар'єру.

## Виступи за збірну
4 березня 1973 року дебютував в офіційних матчах у складі національної збірної Перу, вигравши 5:1 товариський матч проти Гватемали.
Першим великим турніром для гравця був Кубок Америки 1975 року, на якому Облітас забив три голи, в тому числі один з найкрасивіших голів турніру бісеклетою у ворота Чилі (3:1). Перу ж стало переможцем турніру, перемігши у триматчевому фінальному протистоянні Колумбію.

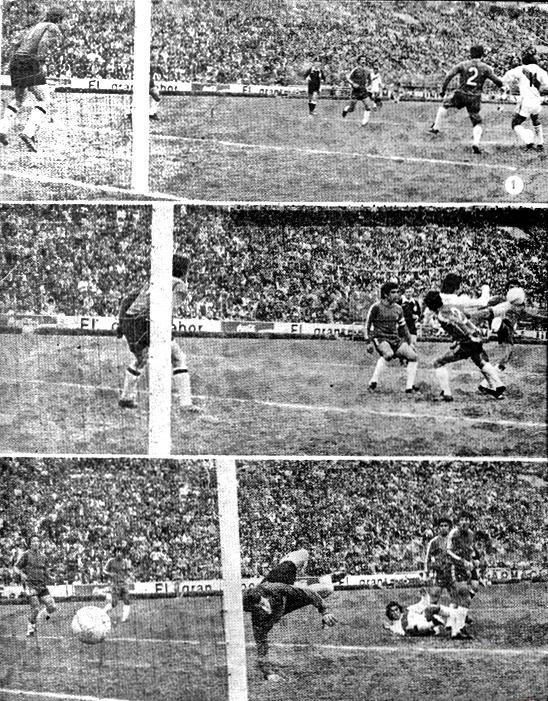
Гол Облітаса бісеклетою на Кубку Америки 1975 року.

Згодом у складі збірної був учасником чемпіонату світу 1978 року в Аргентині та чемпіонату світу 1982 року в Іспанії. На обох мундіалях Облітас був основним гравцем зігравши 6 і 3 матчі відповідно.
Протягом кар'єри у національній команді, яка тривала 13 років, провів у формі головної команди країни 64 матчі, забивши 11 голів.

## Кар'єра тренера
Розпочав тренерську кар'єру невдовзі по завершенні кар'єри гравця, 1987 року, очоливши тренерський штаб клубу «Універсітаріо де Депортес» і вже в першому сезоні він виграв чемпіонат Перу. У 1990 році він став тренером клубу «Спортінг Крістал», з яким ставав чемпіоном країни тричі — в 1991, 1994 і 1995 роках.
1996 року став головним тренером збірної Перу. Облітасу не вдалось вивести команду на чемпіонат світу 1998 року, проте він залишився на чолі рідної збірної, якою керував на Кубку Америки 1999 року у Парагваї. На цьому турнірі перуанці вилетіли у чвертьфіналі, після чого Хуан Карлос покинув посаду.
У вересні 1999 року Облітас повернувся в «Спортінг Крістал», де пропрацював до квітня 2001 року. У 2003 році він був найнятий костариканським «Алахуеленсе», але в команді надовго не затримався. У 2004 році став тренером перуанського клубу «Універсідад Сан-Мартін», але пропрацював в команді лише два місяці.
У серпні того ж року очолив еквадорський «ЛДУ Кіто», з яким здобув свої найкращі досягнення як тренер. Він досяг півфіналу Південноамериканського кубка 2004 року. Наступного року він став з командою чемпіоном Еквадору, а також сягнув півфіналу Південноамериканського кубка 2005 року. У серпні 2006 року покинув еквадорську команду.
Останнім місцем тренерської роботи був клуб «Спортінг Крістал», головним тренером команди якого Хуан Карлос Облітас був з 2007 по 2009 рік.

## Титули і досягнення

### Як гравця
- Чемпіон Перу: 1971, 1974, 1979, 1980, 1985
- Володар Кубка Америки: 1975

### Як тренера
- Чемпіон Перу: 1987, 1991, 1994, 1995
- Чемпіон Еквадору: 2005